# بندل
البَنْدَل جنس دُوَيبات بحرية من الروبيان في فصيلة البندليات. أنواعه المعروفة عديدة معظمها يعيش في بحار البلاد الباردة وبعضها في بحار البلاد المعتدلة ومنها البحر الأبيض المتوسط. جميعها كبيرة القد. مستطيلة الأخطام و الزبانى، جميلة الألوان القسطانية الزاهرة. لحومها جيدة الصنف مرغوب فيها. تعيش في قاع البحر أو بالقرب منه.